# Референдумы в Швейцарии (2014)
Референдумы в Швейцарии проходят 9 февраля, 18 мая, 28 сентября и 30 ноября 2014 года. На выборах 9 февраля избирателей спрашивали, поддерживают ли они (1) введение квоты на иммиграцию из стран Европейского союза, (2) федеральный декрет по финансированию и расширению железнодорожной сети и (3) общественную инициативу по абортам.
С небольшим перевесом швейцарцы высказались за ограничение иммиграции из Европейского союза и введение квот. Ситуацию в результате этого референдума называют «чёрное воскресение» и сравнивают с ситуацией после референдума 6 декабря 1992 года, когда швейцарцы высказались против присоединения к Европейскому экономическому сообществу.
В мае проходило 4 референдума, один из которых должен был решить вопрос о введении базового гарантированного дохода. Однако, предложение о повышении минимальной оплаты до 22 швейцарских франков в час, что стало бы самой высокой в мире, не прошло.
В 2014 году также прошли референдумы 28 сентября и 30 ноября.

## Февраль

### По общественному транспорту
9 февраля 2014 года был проведён референдум о финансировании и развитие железнодорожной инфраструктуры (Законопроект № 578). Законопроект принят большинством голосом в 55 % и в большинстве кантонов (19 — за, 6 — ½, 1 — против)
| Да или нет                | Голосов   | Процент  |
| ------------------------- | --------- | -------- |
| Да                        | 1 776 688 | 55 %     |
| Нет                       | 1 088 210 | 45 %     |
| Всего голосов             | 2 864 898 | 100,00 % |
| Явка                      | 55,0 %    | 55,0 %   |
| Электорат                 | —         | —        |
| Источник: Votation no 578 |           |          |

- Принят большинством кантонов.

### По финансированию абортов
Инициатива по абортам предполагала прекращение обеспечения абортов через медицинское страхование и введение частной оплаты женщиной.
9 февраля 2014 года был проведён референдум о финансировании абортов с целью снижения страховых выплат (общественная инициатива от 4 июля 2011 года; Законопроект № 579). Законопроект был отвергнут 70 % голосов и практически во всех кантонах (против: полностью в 20 и на 1/2 в 6 кантонах, за — в одном 1/2 кантоне)
| Да или нет                | Голосов   | Процент  |
| ------------------------- | --------- | -------- |
| Нет                       | 2 019 033 | 69,8 %   |
| Да                        | 873 603   | 30,2 %   |
| Всего голосов             | 2 892 636 | 100,00 % |
| Явка                      | 55,5 %    | 55,5 %   |
| Электорат                 | —         | —        |
| Источник: Votation no 579 |           |          |

- Отвергнут большинством кантонов.

### По иммиграции
Инициатива «Против массовой иммиграции» относительно введения ограничений на иммиграцию из стран-членов Европейского союза была предложена Швейцарской народной партией. Инициаторы указывали, что по статистике количество иностранцев в стране составило около 2 млн, тогда как население Швейцарии — 8 млн человек. С 2002 года, когда начало действовать Соглашение о свободном перемещении граждан с Европейским союзом, иностранное население Швейцарии увеличилось на четверть. Подсчёт показывал примерно равное количество «за» и «против» введения квот, тем не менее большинство высказалось против неконтролируемой иммиграции.
9 февраля 2014 года был проведён референдум против массовой иммиграции (общественная инициатива от 14 февраля 2012 года; Законопроект № 580). Законопроект был принят с небольшим перевесом голосов (50,3 %) и в большинстве кантонах (за: полностью в 12 и на 1/2 в 5 кантонах, против: полностью в 8 кантонах и в одном 1/2 кантоне).

Результаты референдума по кантонам Швейцарии

| Да или нет                | Голосов   | Процент  |
| ------------------------- | --------- | -------- |
| Да                        | 1 463 954 | 50,3 %   |
| Нет                       | 1 444 428 | 49,7 %   |
| Всего голосов             | 2 908 382 | 100,00 % |
| Явка                      | 55,8 %    | 55,8 %   |
| Электорат                 | —         | —        |
| Источник: Votation no 580 |           |          |

- Принят большинством кантонов.

## Май
На 18 мая 2014 года прошло 4 референдума. Основной референдум решал вопрос о введении минимальной зарплаты при коллективных соглашениях. Предлагалось ввести национальную минимальную оплату в 22 швейцарских франка в час.
Кроме этого, прошли референдумы о первичной медицинской помощи, усилении ограничений для педофилов и о закупках шведкого истребителя JAS 39 Gripen.

### Результаты
| Вопрос                              | За        | За   | Против    | Против | Недействительных бюллетеней | Всего | Избирателей | Явка | Кантонов За | Кантонов За | Кантонов Против | Кантонов Против |
| Вопрос                              | Голосов   | %    | Голосов   | %      | Недействительных бюллетеней | Всего | Избирателей | Явка | Полностью   | Половина    | Полностью       | Половина        |
| ----------------------------------- | --------- | ---- | --------- | ------ | --------------------------- | ----- | ----------- | ---- | ----------- | ----------- | --------------- | --------------- |
| Закупка JAS 39 Gripen               | 1 344 734 | 46,6 | 1 542 165 | 53,4   |                             |       |             | 55,3 |             |             |                 |                 |
| Повышение минимальной оплаты        | 687 347   | 23,7 | 2 208 728 | 76,3   |                             |       |             | 55,5 | 0           | 0           | 20              | 6               |
| По первичной медицинской помощи     | 2 478 470 | 88,0 | 337 240   | 12,0   |                             |       |             | 53,9 | 20          | 6           | 0               | 0               |
| Ограничения для педофилов           | 1 818 658 | 63,5 | 1 044 753 | 36,5   |                             |       |             | 54,9 | 20          | 6           | 0               | 0               |
| Источник: Government of Switzerland |           |      |           |        |                             |       |             |      |             |             |                 |                 |

Были положительно решены вопросы о реформировании первичной медицинской помощи и запрещении осуждённым педофилам работать с детьми. Вопросы о повышении минимальной оплаты, а также о закупке шведских истребителей не прошли.